# Der Spion in Schwarz
Der Spion in Schwarz ist ein am Vorabend des Zweiten Weltkriegs entstandener, britischer Spionagefilm mit Conrad Veidt in der Hauptrolle. Der Film, der die erste Zusammenarbeit des späteren Erfolgsduos Michael Powell (Regie) und Emeric Pressburger (Drehbuch) markierte, basierte auf einem Roman von Joseph Storer Clouston.

## Handlung
Erster Weltkrieg, März 1917. Der deutsche Kommandant des U-Boots U-29, Kapitän Hardt wird von der kaiserlichen Marineleitung auf streng geheime Feindmission entsandt, um Geheimnisse der britischen Marine zu entlocken und die in Scapa Flow vor Anker liegende Flotte des Königreichs zu versenken. Hardt landet auf einer der Orkney-Inseln im Norden Schottlands, um dort mit der deutschen Spionin Fräulein Tiel, die hier als neue Lehrerin Anne Burnett erwartet wird, zu  kontaktieren. Die tatsächliche Anne Burnett haben die Deutschen kurz zuvor auf dem Weg zu den Orkneys abgefangen. Weitere Hilfe kann Kapitän Hardt von einem in Schande entlassenen Offizier der Royal Navy, dem ehemaligen Commander Ashington, erwarten. Dieser hegt, seit er wegen Trunkenheit im Dienst sein Kommando verloren hatte, auf die Marine im Speziellen und das Königreich im Allgemeinen einen starken Groll und will sich rächen. Um ihn anzuwerben und bei der Stange zu halten, ist Fräulein Tiel sogar mit Ashington ins Bett gegangen.
Der gesamte Plan droht aufzufliegen, als Reverend Harris, Miss Burnetts Verlobter, im Ort auftaucht und sich wundert, wo seine Freundin abgeblieben ist. Hardts Leuten bleibt nichts anderen übrig, als ihn festzusetzen. Weitere Komplikationen drohen dem deutschen Spionagetrupp, als der ortsansässige Kirchenmann Reverend Matthews mit Ehefrau auftaucht und sich über das Verschwinden seines Kollegen Harris wundert. Fräulein Tiel kann diese gefährliche Situation geschickt entschärfen. Bald hat der deutsche U-Boot-Kommandant all die benötigte Informationen über die britischen Flottenbewegungen zusammengesammelt, und Hardt muss nur noch zu seiner U-29 zurückkehren. Der U-Boot-Kommandant, der ein Auge auf Fräulein Tiel geworfen hat, die ihn aber bisher stets zurückwies, versucht ein letztes Mal, bei ihr zu landen. Er erhält jedoch abermals einen Korb. Sie schließt ihn im Haus, beider Treffpunkt, ein. Hardt kann sich jedoch rasch befreien und folgt ihr heimlich. Frl. Tiel begibt sich zu Commander Ashington. Hardt glaubt seinen Ohren nicht zu trauen, was er dort hört. Offensichtlich hat Hardt es mit Doppelagenten zu tun, denn die Briten, so muss der deutsche Spion auf Feindmission erfahren, wissen längst, was hier vorgeht und besitzen volle Kontrolle über die Abläufe des Feindes. Die Briten wollen versuchen, die deutschen U-Boote mitsamt Kapitän Hardt in eine gut vorbereitete Falle zu locken. Ashington ist in Wahrheit der Marine-Commander Blacklock und "Fräulein Tiel" seine Frau Jill.
Jill trifft Vorbereitungen, die Orkneys zu verlassen, und ihr Mann macht sich zu demjenigen Haus auf, wo er Kapitän Hardt noch immer wähnt, um den Deutschen zu verhaften. In der Verkleidung von Reverend Harris begibt sich Hardt an Bord der Inselfähre, auf der sich auch Jill ebenso wie acht deutsche Kriegsgefangene befinden. Blacklock hat derweil Hardts Verschwinden an seine Vorgesetzten gemeldet. Die wissen bereits über die deutschen Umtriebe Bescheid, dieweil Anne Burnett beim Versuch der deutschen Spione, sie im Meer zu ertränken, entkommen konnte. Während der Überfahrt auf der Fähre gelingt es Hardt, die acht deutschen Kriegsgefangenen zu befreien und die Gewalt über die Fähre zu erlangen. Die Royal Navy verfolgt sie. Ehe die Marine die Fähre eingeholt hat, wird diese von der U-29 gestoppt. Hardts Erster Offizier, Leutnant Schuster, entscheidet sich dazu, die Fähre zu beschießen und zu versenken. Im letzten Moment sieht Kapitän Hardt, dass seine eigenen Leuten kurz davor sind, ihn und alle anderen Fährengäste auf den Meeresgrund zu versenken. Verzweifelt versucht Hardt, seine Leuten Zeichen zu geben, nicht zu feuern. Schuster bemerkt ihn nicht und ordnet den Beschuss an. Die Fähre sinkt, doch ehe alle untergehen, erreichen die britischen Schiffe die Unglücksstelle und beschießen die U-29 mit Unterwasserbomben, die daraufhin sinkt. Jill und die anderen Passagiere lassen sich von der sinkenden Fähre retten, während Hardt, der seine gesamte Mission als gescheitert ansehen muss, es vorzieht, das Schicksal seiner Mannschaft zu teilen und mit der Fähre untergeht.

## Produktionsnotizen
Der Spion in Schwarz wurde bis Heiligabend 1938 gedreht und am 15. März 1939 in einer Interessentenvorführung erstmals einem Publikum vorgestellt. Seine offizielle Uraufführung erlebte der Film am 3. August 1939, also unmittelbar vor Ausbruch des Zweiten Weltkriegs. Damit bekam der Film große Aktualität. Am 15. November 1985 konnte man den Film erstmals im deutschen Fernsehen (im 3. Programm des Bayerischen Rundfunks) sehen.
Alexander Korda war ungenannt an der Produktion beteiligt. Vincent Korda entwarf ungenannt die Filmbauten, die Frederick Pusey ausführte. Muir Mathieson war musikalischer Leiter.

## Kritiken
Die zeitgenössischen wie moderne Kritiken äußerten sich recht wohlwollend über diesen Film. Nachfolgend einige Beispiele.

„Die fiktive Story handelt von einem Erfolg der britischen Spionageabwehr auf den Orkney-Inseln während des Ersten Weltkriegs. (…) Der Film erzählt dies mit einer gehörigen Portion Dramatik. Seinen angenehm beiläufigen Charme verdankt er einer Parade kauziger schottischer Charaktere, die er wie zufällig vorführt. (…) Der gemeinsame Bösewicht der ganzen Angelegenheit ist das U-Boot und nicht Mr. Veidt, der – obwohl Deutscher – als mutiger und honoriger Mensch charakterisiert wird.“

Im Lexikon des internationalen Films heißt es: „Ein spannendes, von der Atmosphäre der Landschaft lebendes Spionage-Melodram mit einer überraschend positiv gezeichneten Hauptfigur: der deutsche Offizier ist pflichtbewußt und tapfer – eben ein gefährlicher Gegner, der in Kriegszeiten die höchste Wachsamkeit der britischen Bevölkerung verlangt.“

„Nette überraschende Wendungen in der Story, mit einer eingewobenen, bittersüßen Romanze.“

„Ungewöhnliches, romantisches Melodram, das für ein unerwartet interessantes, romantisches Team sorgt.“